# Richard Kraus
Richard Kraus (* 16. November 1902 in Berlin; † 11. April 1978 in Kassel) war ein deutscher Dirigent, der vor allem durch sein Wirken als Chefdirigent der Opernhäuser in Halle (Saale) und Berlin sowie der Nordwestdeutschen Philharmonie in Herford bekannt wurde. Er dirigierte auch bei den Bayreuther Festspielen.

## Leben und Wirken
Richard Kraus ist der Sohn des bekannten frühen Wagner-Tenors Ernst Kraus (1863–1941). Er studierte an der Hochschule für Musik Berlin (heute Universität der Künste Berlin)  bei Otto Taubmann, Emil Nikolaus von Reznicek, Marbach, Carl Besl, Eberhardt und wurde 1923 Korrepetitor an der Berliner Staatsoper (unter Erich Kleiber und Leo Blech). 
Danach war er fast lückenlos, bis auf eine kurze Zeit am Ende des Zweiten Weltkrieges, Dirigent verschiedener Orchester: in Kassel (1927–1928), in Hannover (1928–1933), in Stuttgart (1933–1937). Zum 1. Mai 1933 war er der NSDAP beigetreten (Mitgliedsnummer 2.959.129). Von 1937 bis 1944 war er Chefdirigent in Halle (Saale). Nach dem Krieg war er zunächst in Düsseldorf tätig. Es folgten Engagements als Chefdirigent in Köln (1948–1954) sowie von 1954 bis 1961 an der Städtischen Oper Berlin (heute Deutsche Oper Berlin). Von 1961 bis 1963 hatte er eine Lehrtätigkeit an der Berliner Hochschule für Musik inne und war anschließend von 1963 bis zu seinem Eintritt in den Ruhestand im Jahr 1969 Chefdirigent der Nordwestdeutschen Philharmonie in Herford.
Seit Ende der 1940er-Jahre sind zahlreiche Aufnahmen unter Richard Kraus als Schallplatte, später auch als CD erschienen.

## Bayreuther Festspiele
1942 dirigierte Richard Kraus die Vorstellungen des Fliegenden Holländers. Eine Aufnahme der Ouvertüre erschien 1976 zunächst als Schallplatte bei BASF (100 Jahre Bayreuth). Später wurde die Gesamtaufnahme (Vorstellung vom 18. Juli 1942) als Doppel-CD herausgegeben. Zuvor war er Musikalischer Assistent in den Jahren 1927, 1928, 1931 und 1933 (d. h. lückenlos in allen Festspieljahrgängen mit Ausnahme von 1930).